# Північна Суматра
Північна Суматра (індонез. Sumatera Utara, скорочено Сумут, індонез. Sumut) — провінція Індонезії, омивається водами Індійського океану на заході, Малаккської протоки на сході, межує з напівавтономною провінцією Ачех на півночі, провінцією Західна Суматра на півдні, та Ріау на південному сході.
Територія 72 981 кв. км, населення 11 649 655 (2000, перепис).
Медан — адміністративний центр і найбільше місто провінції.

## Історія
Територія провінції в VII ст. стала складовою частиною імперії Шривіджая. Пізніше перейшла під владу індуїстської імперії Маджапагіт з острова Яви, що існувала до початку XVI ст. Після утвердження на півночі Суматри ісламу й утворення Ачеського султанату в другій половині XVI ст., Північна Суматра стала частиною цієї держави та ареною битв ачинців із султанатами південної Суматри. Британці та голландці змагалися за контроль цією територією впродовж XVII — XVIII ст. Британія поступилася своїми інтересами на Суматрі в 1871 р., і до 1903 р. голландці встановили повний контроль над північною частиною острова. Після японської окупації в роки Другої світової війни (1939—1945) регіон увійшов до складу Республіки Індонезія в 1950 р. як провінція Північна Суматра. Політичні заворушення в Ачесі та вимоги надати цій області автономію призвели до утворення в 1956 р. на півночі окремої провінції з напівавтономним статусом.

## Географія
Плато Батак, що знаходиться в центрі провінції, займає близько двох третин її території. Тут є як активні, так і неактивні вулкани, включаючи Синабунг (2 417 м), Сибаяк (2 094 м), Сорікмарапі (2 145 м). Біля центру плато на висоті 910 м на рівнем моря лежить озеро Тоба, залишок давнього виверження. В центрі озера знаходиться острів Самосир (довжина 44 км, ширина 19 км), з'єднаний із західним берегом вузьким штучним перешийком. На південному заході плато межує з прибережними низинами, болотистими на півночі та на півдні. Рівнини простягаються на північних схід від плато Батак, а південний схід провінції займає широка смуга боліт. Більшість населених пунктів біля узбережжя розташована в гирлах річок. Найбільші річки провінції Асаган та Барумун впадають в Малаккську протоку, перша з них витікає з озера Тоба.
Плато Батак вкрите тропічними лісами з тику, різних видів залізного дерева, баньяну та інших видів субтропічних рослин, включаючи дуб, клен, горіхове дерево і лавр. Бамбук також дуже поширений на плато. Береговий регіон вкритий болотними лісами, включаючи широку смугу мангрового лісу.
До складу провінції входять острови Ніас, Мусала та Бату, розташовані на захід від головного острова.

## Адміністративний поділ

Мапа провінції Північна Суматра

До складу провінції входять 25 округів та 8 муніципалітетів (міст):
| Назва                                                  | Площа, км² | Населення, осіб (2010, перепис) | Адміністративний центр                |
| ------------------------------------------------------ | ---------- | ------------------------------- | ------------------------------------- |
| Ніас (індонез. Nias)                                   | 1 842,51   | 131 377                         | Ґунугсітолі (індонез. Gunungsitoli)   |
| Мандайлінг-Натал (індонез. Mandailing Natal)           | 6 134,00   | 404 945                         | Паньябунган (індонез. Panyabungan)    |
| Південне Тапанулі (індонез. Tapanuli Selatan)          | 6 030,47   | 263 815                         | Сипірок (індонез. Sipirok)            |
| Центральне Тапанулі (індонез. Tapanuli Tengah)         | 2 188,00   | 311 232                         | Пандан (індонез. Pandan)              |
| Північне Тапанулі (індонез. Tapanuli Utara)            | 3 791,64   | 279 257                         | Тарутунг (індонез. Tarutung)          |
| Тоба-Самосир (індонез. Toba Samosir)                   | 2 328,89   | 173 129                         | Баліге (індонез. Balige)              |
| Лабуганбату (індонез. Labuhan Batu)                    | 2 156,02   | 415 110                         | Рантаупрапат (індонез. Rantau Prapat) |
| Асаган (індонез. Asahan)                               | 3 702,21   | 668 272                         | Кісаран (індонез. Kisaran)            |
| Сималунгун (індонез. Simalungun)                       | 4 369,00   | 817 720                         | Рая (індонез. Raya)                   |
| Дайрі (індонез. Dairi)                                 | 1 927,80   | 270 053                         | Сидікаланг (індонез. Sidikalang)      |
| Каро (індонез. Karo)                                   | 2 127,00   | 350 960                         | Кабанджаге (індонез. Kabanjahe)       |
| Делі-Серданг (індонез. Deli Serdang)                   | 2 241,68   | 1 790 431                       | Лубукпакам (індонез. Lubuk Pakam)     |
| Ланкат (індонез. Langkat)                              | 6 262,00   | 967 535                         | Стабат (індонез. Stabat)              |
| Південний Ніас (індонез. Nias Selatan)                 | 1 825,20   | 289 708                         | Телукдалам (індонез. Teluk Dalam)     |
| Гумбанг-Гасундутан (індонез. Humbang Hasundutan)       | 2 335,33   | 171 650                         | Долоксангул (індонез. Dolok Sanggul)  |
| Пакпак-Бхарат (індонез. Pakpak Bharat)                 | 1 218,30   | 40 505                          | Салак (індонез. Salak)                |
| Самосир (індонез. Samosir)                             | 2 069,05   | 119 653                         | Пангуруран (індонез. Pangururan)      |
| Серданг-Бедагай (індонез. Serdang Bedagai)             | 1 900,22   | 594 383                         | Сейрампах (індонез. Sei Rampah)       |
| Бату-Бара (індонез. Batu Bara)                         | 922,20     | 375 885                         | Лімапулух (індонез. Limapuluh)        |
| Північний Паданг-Лавас (індонез. Padang Lawas Utara)   | 3 918,05   | 223 531                         | Ґунунгтуа (індонез. Gunung Tua)       |
| Паданг-Лавас (індонез. Padang Lawas)                   | 3 892,74   | 225 259                         | Сибугуан (індонез. Sibuhuan)          |
| Південний Лабуганбату (індонез. Labuhan Batu Selatan)  | 3 596,00   | 277 673                         | Котапінанг (індонез. Kotapinang)      |
| Північний Лабуганбату (індонез. Labuhan Batu Utara)    | 3 570,98   | 330 701                         | Аекканопан (індонез. Aek Kanopan)     |
| Північний Ніас (індонез. Nias Utara)                   | 1 202,78   | 127 244                         | Лоту (індонез. Lotu)                  |
| Західний Ніас (індонез. Nias Barat)                    | 473,73     | 81 807                          | Лагомі (індонез. Lahomi)              |
| місто Сіболга (індонез. Kota Sibolga)                  | 41,31      | 84 481                          |                                       |
| місто Танджунгбалай (індонез. Kota Tanjung Balai)      | 107,83     | 154 445                         |                                       |
| місто Пематангсіантар (індонез. Kota Pematang Siantar) | 55,66      | 234 698                         |                                       |
| місто Тебінгтінгі (індонез. Kota Tebing Tinggi)        | 31,00      | 145 248                         |                                       |
| місто Медан (індонез. Kota Medan)                      | 265,00     | 2 097 610                       |                                       |
| місто Бінджай (індонез. Kota Binjai)                   | 59,19      | 246 154                         |                                       |
| місто Падангсидімпуан (індонез. Kota Padangsidimpuan)  | 114,66     | 191 531                         |                                       |
| місто Ґунунгситолі (індонез. Kota Gunungsitoli)        | 280,78     | 126 202                         |                                       |
| Провінція Північна Суматра                             | 72 981,23  | 12 982 204                      | Медан (індонез. Medan)                |

## Економіка
Сільське господарство — основа економіки провінції. Тут вирощують рис, маніок, тютюн, каучук, олійну пальму, агаву, чай, каву, перець, фрукти та овочі. Промисловість обробляє харчові продукти й тютюн та виготовляє алюміній, напої, текстиль, різьблені товари з дерева, шкіряні та гумові вироби, машинне і транспортне устаткування. Головні шосе та залізничні колії пролягають паралельно північно-східному узбережжю. В Медані є міжнародний аеропорт.

## Населення
Етнічний склад населення Північної Суматри, за даними переписів населення 2000 і 2010 років, був таким:

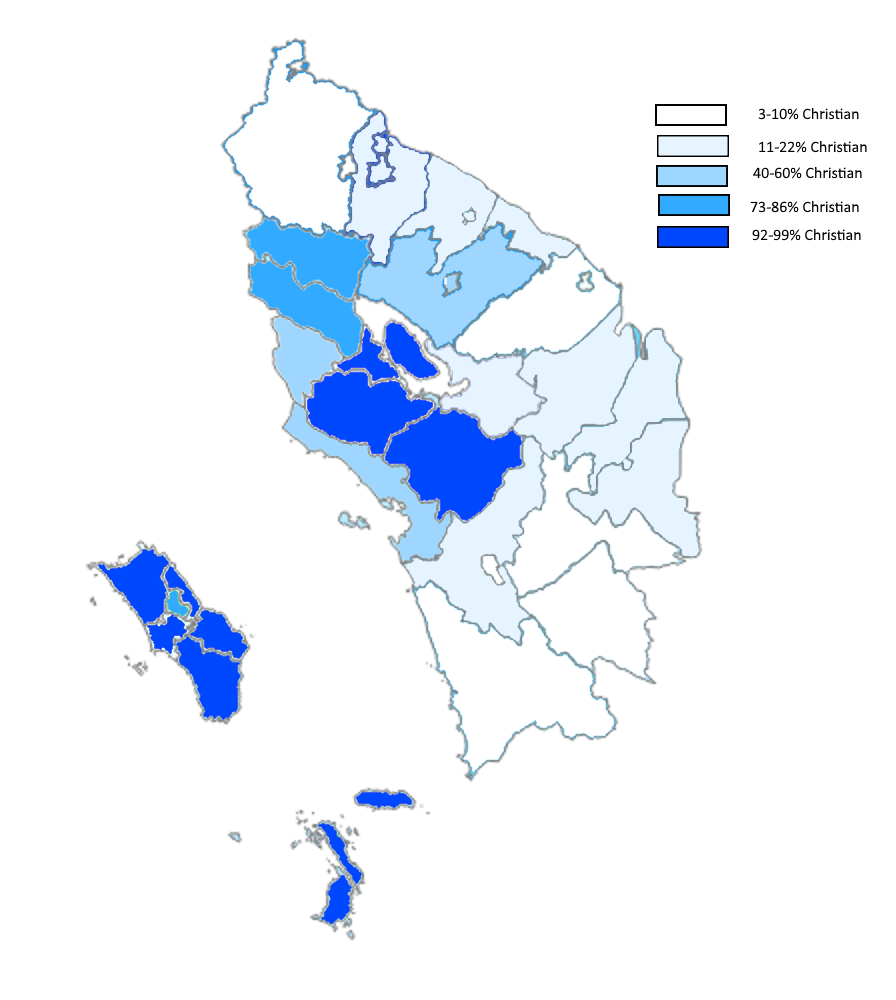
Доля християн в населенні округів Північної Суматри

| Народи      | Чисельність (2000) | Доля в населенні (2000) | Чисельність (2010) | Доля в населенні (2010) |
| ----------- | ------------------ | ----------------------- | ------------------ | ----------------------- |
| Батаки      | 4 827 264          | 41,95 %                 | 5 785 716          | 44,75 %                 |
| Яванці      | 3 753 947          | 32,62 %                 | 4 319 719          | 33,41 %                 |
| Ніасці      | 731 620            | 6,36 %                  | 911 820            | 7,05 %                  |
| Малайці     | 566 139            | 4,92 %                  | 771 668            | 5,97 %                  |
| Мінангкабау | 306 550            | 2,66 %                  | 333 241            | 2,58 %                  |
| Банджари    | 111 886            | 0,97 %                  | 125 707            | 0,97 %                  |
| Бантенці    | 48 495             | 0,42 %                  | 46 640             | 0,36 %                  |
| Сунданці    | 30 756             | 0,27 %                  | 35 500             | 0,27 %                  |
| Китайці     |                    |                         | 340 320            | 2,63 %                  |
| Інші        | 1 129 920          | 9,82 %                  | 259 988            | 2,01 %                  |
| Всього      | 11 506 577         | 100,00 %                | 12 930 319         | 100,00 %                |

Батаки — найбільший народ провінції, вони живуть у її центральних районах. Складаються з шести субетнічних груп: каро в окрузі Каро, пакпаки в округах Дайрі та Пакпак-Бхарат, сималунгуни в окрузі Сималунгун, тоба в округах Самосир, Тоба-Самосир, Гумбанг-Гасундутан, Північне Тапанулі, ангкола в окрузі Південне Тапанулі, мандайлінги в округах Мандайлінг-Натал, Паданг-Лавас і Північний Паданг-Лавас.
Ніасці населяють острови Ніас і Бату, мінангкабау — західне узбережжя провінції. Північносуматранські малайці (делі-малайці, асагани, ланкати) є корінним населенням східного узбережжя (округи Ланкат, Делі-Серданг, Серданг-Бедагай, Батубара, Асаган, Північний Лабуганбату, Лабуганбату, Південний Лабуганбату), що включає також столицю провінції Медан. Проте зараз у цьому регіоні чисельно переважать яванці та інші трансмігранти; живуть тут також китайці та індійці.
За даними перепису населення 2010 року, в провінції Північна Суматра проживало 8 579 830 мусульман (66 % населення), 4 025 867 християн (31 % населення), 303 548 буддистів, 14 644 індуїста. Християнство поширене головним чином серед батаків та ніасців.
Медан — найбільше місто провінції. Іншими важливими міськими центрами є Бінджай, Пематангсіантар, Танджунгбалай і Тебінгтінгі.